# Praeacanthonchus punctatus
Praeacanthonchus punctatus är en rundmaskart som först beskrevs av Bastian 1865.  Praeacanthonchus punctatus ingår i släktet Praeacanthonchus och familjen Cyatholaimidae. Arten är reproducerande i Sverige. Inga underarter finns listade i Catalogue of Life.